# My Mister
My Mister (나의 아저씨?, Na-ui ajeossiLR, lett. "Il mio ajeossi") è un drama coreano trasmesso su tvN dal 21 marzo al 17 maggio 2018. In lingua italiana è stato distribuito sottotitolato su Prime Video.
Il drama è stato un successo commerciale e di critica, costantemente in cima alla classifica degli ascolti nella propria fascia oraria, registrando con l'ultimo episodio uno share nazionale del 7,352%. È arrivato al primo posto nei sondaggi di popolarità televisiva in sei delle nove settimane in cui è andato in onda e ha ricevuto il plauso della critica per la sceneggiatura, la regia e le interpretazioni degli attori.

## Trama
Alla Saman E&C si avvicinano le rielezioni dell'amministratore delegato, e il consiglio è diviso a metà tra sostenitori e oppositori di quello attualmente in carica, Do Joon-young. Per avere la maggioranza, Joon-young decide d'incastrare il direttore Park Dong-woon per corruzione e licenziarlo, ma per uno scambio di nomi viene invece preso di mira il dipendente Park Dong-hoon e il piano si traduce in un nulla di fatto. Venuta a sapere delle manovre dell'amministratore delegato e della relazione di questi con la moglie di Park Dong-hoon, la stagista ventenne Lee Ji-an si offre di sbarazzarsi sia del direttore Park, sia di Park Dong-hoon, in cambio di denaro per pagare gli strozzini.

## Personaggi
- Park Dong-hoon, interpretato da Lee Sun-kyun
- Lee Ji-an, interpretata da IU e Kim Gyu-ri (da bambina)
- Byun Yo-soon, interpretata da Ko Doo-sim
Madre di Sang-hoon, Dong-hoon e Ki-hoon.
- Park Sang-hoon, interpretato da Park Ho-san
Fratello maggiore di Dong-hoon.
- Park Ki-hoon, interpretato da Song Sae-byeok
Fratello minore di Dong-hoon, ex regista.
- Kang Yoon-hee, interpretata da Lee Ji-ah
Moglie di Dong-hoon, avvocato.
- Jo Ae-ryun, interpretata da Jung Young-joo
Moglie di Sang-hoon.
- Lee Bong-ae, interpretata da Son Sook
Nonna sordomuta di Ji-an.
- Lee Kwang-il, interpretato da Jang Ki-yong
Strozzino.
- Song Ki-bum, interpretato da Ahn Seung-kyun
Miglior amico di Ji-an, abile con i videogiochi e i computer.
- Choon-dae, interpretato da Lee Young-seok
Socio di Kwang-il.
- Do Joon-young, interpretato da Kim Young-min
- Presidente Jang Hoe-jang, interpretato da Shin Goo
- Direttore amministrativo Wang Young-gook, interpretato da Jun Kook-hwan
- Direttore esecutivo Park Dong-woon, interpretato da Jung Hae-kyun
- Direttore esecutivo Yoon Sang-tae, interpretato da Jung Jae-sung
- Capo sezione Seo, interpretato da Seo Hyun-woo
- Kim Dae-ri, interpretato da Chae Dong-hyun
- Yeo Hyung-kyu, interpretato da Kim Min-seok
- Jung Chae-ryung, interpretata da Ryu Sun-young
- Choi Yoo-ra, interpretata da Kwon Na-ra
Attrice innamorata di Ki-hoon.
- Gyum-duk, interpretato da Park Hae-joon
Amico di Dong-hoon, bonzo.
- Jung-hee, interpretata da Oh Na-ra
- Jung Chang-mo, interpretato da Shin Dam-soo
- Je-cheol, interpretato da Park Soo-young

## Produzione
L'8 novembre 2017 i media riferiscono che Lee Sun-kyun e IU interpreteranno i protagonisti di My Mister, diretto da Kim Won-seok di Misaeng e Signal, e scritto da Park Hae-young di Tto! Oh Hae-young. Riguardo al casting di IU, la rete televisiva tvN e l'agenzia della cantante e attrice commentano che nulla è stato ancora definito, ma infine il cast principale viene confermato il 13 novembre con l'aggiunta di Oh Dal-soo e Song Sae-byeok nei ruoli dei fratelli del personaggio di Lee Sun-kyun, e Na Moon-hee in quello della madre dei tre. IU ha accettato la parte di Lee Ji-an perché interessata a lavorare con il regista Kim Won-seok e perché il ruolo, silenzioso e teso, si discostava dai personaggi allegri e teneri che aveva interpretato in precedenza.
A dicembre viene annunciato l'ingresso nel cast di Jang Ki-yong, Lee Ji-ah, Kim Young-min, Jung Young-joo e Kwon Na-ra. Il 19 febbraio 2018, Na Moon-hee viene sostituita da Go Doo-shim per altri impegni. A fine mese, Oh Dal-soo lascia la serie perché accusato, nei giorni precedenti, di aver perpetrato molestie sessuali alcuni anni prima e gli subentra Park Ho-san.
Il cast si riunisce alla prima lettura del copione il 18 dicembre 2017. Le riprese vengono programmate in modo da pre-produrre il drama in parte, ma finiscono per protrarsi avendo dovuto rigirare le scene nelle quali compariva Oh Dal-soo e vista l'ambientazione prevalentemente notturna: gli episodi 13 e 14, previsti per il 2 e 3 maggio 2018, vengono rimandati di una settimana per far riposare il cast e lo staff, e le riprese si concludono il 15 maggio, un giorno prima della messa in onda degli ultimi due episodi.

## Colonna sonora
Disco 1
1. That Man (그 사나이) – Lee Hee-moon
2. Adult (어른) – Sondia
3. Dear Moon – Kim Je-hwi
4. There's Rainbow (Band ver.) (무지개는 있다 (Band ver.)) – Vincent Blue
5. My Image Reflected In My Heart (Piano ver.) (내 마음에 비친 내 모습 (Piano ver.)) – Kwak Jin-eon
6. Title of My Mister (Title of 나의 아저씨)
7. My Mister (나의 아저씨)
8. When You Want To Rest Your Mind (마음이 쉬고 싶을 때)
9. Our Family (우리 식구)
10. Weight of Life (삶의 무게)
11. Guilty (죄책감)
12. Three Brothers (삼형제))
13. Realism (현실주의)
14. Background Check (뒷조사)
15. Dangerous Child (위험한 아이)
16. Last Pride (마지막 자존심)

Disco 2
1. An Ordinary Day (보통의 하루) – Jung Seung-hwan
2. There's Rainbow (Acoustic ver.) (무지개는 있다 (Acoustic ver.)) – O.When
3. My Image Reflected In My Heart (내 마음에 비친 내 모습) – Kwak Jin-eon
4. One Million Roses (백만송이 장미) – Ko Woo-rim
5. Forest (숲) – Ji-sun
6. The Truth Revealed (드러나는 진실)
7. Way Back Home (퇴근길)
8. We Both Feel Sorry For You (우린 둘 다 자기가 불쌍해요)
9. Their Love Law (그들만의 사랑법)
10. Crumpled Life (구겨진 인생)
11. Social Life (사회생활)
12. Operation Plan (작전 설계)
13. Trap (덫)
14. Tap (도청)
15. A Secret Deal (은밀한 거래)
16. A Path of Heart (마음의 거리)
17. Person Like That (그런 사람)

## Accoglienza
Prima della messa in onda, l'annuncio di IU per la parte della protagonista Lee Ji-an ha sollevato proteste da parte del pubblico per la spiccata differenza di età dei protagonisti, un uomo di quarant'anni e una donna di venti, e per la possibilità che nascesse una storia d'amore tra loro, alle quali la produzione ha risposto che la dinamica sarebbe stata quella di due persone che guariscono le reciproche ferite.
Dopo la trasmissione del primo episodio, My Mister è stato accusato di glorificare la violenza di coppia per via di una scena che vede lo strozzino Kwang-il picchiare e insultare Ji-an, che gli risponde "Ti piaccio?", e dal fatto che la descrizione ufficiale di Kwang-il riportasse che perseguitasse Ji-an perché era l'unico modo per farsi vedere da lei. La Korea Communications Standards Commission ha commentato di aver ricevuto delle lamentele e che le stava valutando, mentre la produzione della serie ha risposto che la complicata relazione tra i due personaggi sarebbe stata dipanata gradualmente e di avere pazienza. IU stessa è intervenuta dicendo: "Kwang-il e Ji-an hanno il rapporto più conflittuale di tutti. Come si può amare qualcuno tanto violento?"
Nonostante la rassicurazione della produzione sulla relazione tra i due protagonisti, la stampa ha continuato a nutrire dei dubbi: la critica televisiva Kim Seon-yeong ha commentato che la serie, sostenendo che gli uomini di mezza età fossero incompresi, non faceva che scusare il problematico comportamento di coloro che provavano a interagire con le donne giovani in metropolitana o per strada. Hwang Jin-mi del The Hankyoreh ha ritenuto che la reazione di Ji-an al pestaggio facesse sembrare che la donna accettasse il sadismo di un simile metodo di comunicazione, creando l'illusione che avesse bisogno di qualcuno che la sottraesse alla violenza di genere perpetrata da un coetaneo in una "atroce strategia negativa" volta a rendere affascinante un uomo di mezza età non particolarmente bello né ricco; inoltre ha ritenuto sminuisse l'aspetto delle cinquantenni attraverso la bocca stessa delle donne, comunicando il concetto che fosse naturale per gli uomini maturi preferire le donne giovani. Park Woo-sung del The Women's News ha commentato che la regia stessa cercasse di far sembrare che Ji-an e Dong-hoon fossero legati dal destino, abbellendo e mascherando con buone intenzioni, sguardi commossi e un'aura miracolosa quella che di fatto si configurava come una schiavitù nella quale la donna vede restringersi al minimo il suo diritto all'autodeterminazione, concludendo che illustrasse "il desiderio insidioso del sistema patriarcale di portare in qualche modo le donne a una posizione di sconfitta e di imprigionarle nella sfera visiva maschile fino alla fine".
Real News ha invece osservato che i primi due episodi fossero riusciti a dimostrare l'intenzione di rappresentare il processo di comprensione reciproca tra personaggi di generazioni e sessi differenti, mentre il critico di cultura pop Jung Deok-hyun ha definito My Mister "un thriller di sopravvivenza". Successivamente ha aggiunto che l'intento della serie fosse di rappresentare la ricerca della felicità nell'inferno.
In una conferenza stampa tenuta l'11 aprile 2018, il regista e gli attori hanno affrontato le diverse controversie delle quali la serie era stata oggetto fino a quel momento: hanno spiegato che il titolo, traducibile con "Il mio uomo di mezz'età", non implicasse una relazione romantica, quanto piuttosto la considerazione che l'altra persona fosse preziosa, e che la violenza, i furti o l'utilizzo di microspie fossero soltanto degli strumenti narrativi.
Superate le controversie per l'età dei personaggi, e le accuse di misoginia e violenza, My Mister si è concluso con il sostegno del pubblico e della critica, che l'hanno definito "un dramma della vita" centrato sulla persona umana e una delle serie migliori dell'anno. Iniziato con ascolti del 3-4%, ritenuti inferiori alle aspettative per, secondo Yonhap News, l'atmosfera troppo pesante, ha raggiunto il 6% di share con l'episodio 12 e si è concluso con il 7,4%. Ji-an è stata apprezzata dalla stampa per non essere un'eroina povera e indifesa, ma in grado di prendere in mano la situazione e trarne vantaggio. La regia e le performance degli attori sono state lodate, e IU ha ricevuto i complimenti per essere riuscita a fare suo senza difficoltà un personaggio stanco di vivere una vita dura.
Seo Byung-gi del Korea Herald Business ha commentato che la serie gli facesse pensare alla vita, alla famiglia e alla società e osservato che Dong-hoon e Ji-an, pur non avendo una relazione romantica, fossero "magnificamente connessi" dalle ferite ricevute. Huffington Post Korea e Sports Hankooki hanno scritto che parlasse dell'incontro tra persone spezzate di età e generi differenti, sfumando i confini tra le numerose barriere della società odierna e mostrando come la solidarietà umana portasse a demolire i propri muri e scoprire che il mondo fosse un posto più accogliente del previsto. Il critico Yoon Seok-jin ha ritenuto che My Mister fosse stato uno shock per gli spettatori per via della rappresentazione realistica di una realtà problematica che non si vorrebbe affrontare.
Il The Chosun Ilbo e il Korea Herald hanno indicato come motivo del successo la rappresentazione di una vita non diversa da quella sperimentata dalle persone qualunque, e che i personaggi che affrontano "guerre reali" quali disoccupazione, precarietà lavorativa, ricerca di lavoro, divorzio e relazioni extraconiugali avessero toccato i cuori degli spettatori "con dolorosa cupezza, ma anche calore", celebrando un mondo in cui è difficile vivere, ma che può essere reso sopportabile e felice se si ha una persona al proprio fianco. Lee Do-yeon di Yonhap News ha aggiunto che avesse dimostrato che persone separate come isole possono instaurare un legame simile a un ponte attraverso la compassione e la comprensione, e che il messaggio della serie fosse che le persone possono consolarsi e capirsi perché tutti, a modo loro, nutrono del dolore nel cuore.
Alcune testate hanno comunque espresso opinioni negative pur a serie conclusa: il critico Lee Seung-han ha trovato che accostare una giovane donna bisognosa di attenzione a un uomo di mezza età per raccontare una storia di consolazione reciproca non fosse stata la scelta giusta, considerando l'irrispettosa rappresentazione di entrambi i gruppi, con le prime che conducono una vita piatta e i secondi dipinti come retrogradi. Hwang Hyo-jin di GQ Korea ha reputato che My Mister, per cercare di fare di un uomo di mezz'età qualunque il protagonista, avesse ripetutamente messo in mostra le difficoltà di Ji-an per puntare i riflettori su Dong-hoon, eletto a suo salvatore, in una narrativa sadica in cui Ji-an si fa male quasi in ogni episodio e che è ulteriormente rafforzata dal fatto che a interpretarla sia IU, il cui aspetto minuto la fa sembrare una ragazzina; ha inoltre giudicato che l'approccio audace di Ji-an nei confronti dell'uomo e il suo tentativo iniziale di sedurlo contro la sua volontà fornissero una giustificazione a quegli uomini che, nella realtà, commettono violenza sessuale, ma accusano le donne di averli istigati.
Il copione, messo in vendita nel 2022, ha registrato più di 10 000 pre-ordini, classificandosi quarto nella lista dei best seller di Kyobo Book e diventando la seconda sceneggiatura di un drama più venduta dell'anno; degli acquirenti, il 55% erano uomini che simpatizzavano con il personaggio di Park Dong-hoon.

## Riconoscimenti
- Korea Drama Award[58]
  - 2018 – Candidatura Miglior drama
  - 2018 – Candidatura Miglior sceneggiatura a Park Hae-young
- APAN Star Award[59][60]
  - 2018 – Candidatura Gran premio a Lee Sun-kyun
  - 2018 – Miglior regia a Kim Won-seok
  - 2018 – Premio alla massima eccellenza, attrice in una miniserie a Lee Ji-eun
  - 2018 – Miglior attore di supporto a Park Ho-san
  - 2018 – Miglior nuovo attore a Jang Ki-yong
  - 2018 – Candidatura Premio K-star, attrice a Lee Ji-eun
- The Seoul Award[61]
  - 2018 – Miglior drama
  - 2018 – Candidatura Miglior attore a Lee Sun-kyun
  - 2018 – Candidatura Miglior attore di supporto a Park Ho-san
  - 2018 – Candidatura Miglior nuovo attore a Jang Ki-yong
- MBC Plus x Genie Music Award
  - 2018 – Miglior colonna sonora a Adult
- Korean Broadcasting Writers' Award[62]
  - 2018 – Miglior sceneggiatura a Park Hae-young
- Baeksang Arts Award
  - 2019 – Miglior drama
  - 2019 – Candidatura Miglior regia a Kim Won-seok
  - 2019 – Candidatura Miglior attore a Lee Sun-kyun
  - 2019 – Candidatura Miglior attrice a Lee Ji-eun
  - 2019 – Candidatura Miglior attrice di supporto a Oh Na-ra
  - 2019 – Candidatura Miglior nuova attrice a Kwon Na-ra
  - 2019 – Miglior sceneggiatura a Park Hae-young